# Pica-pau-verde

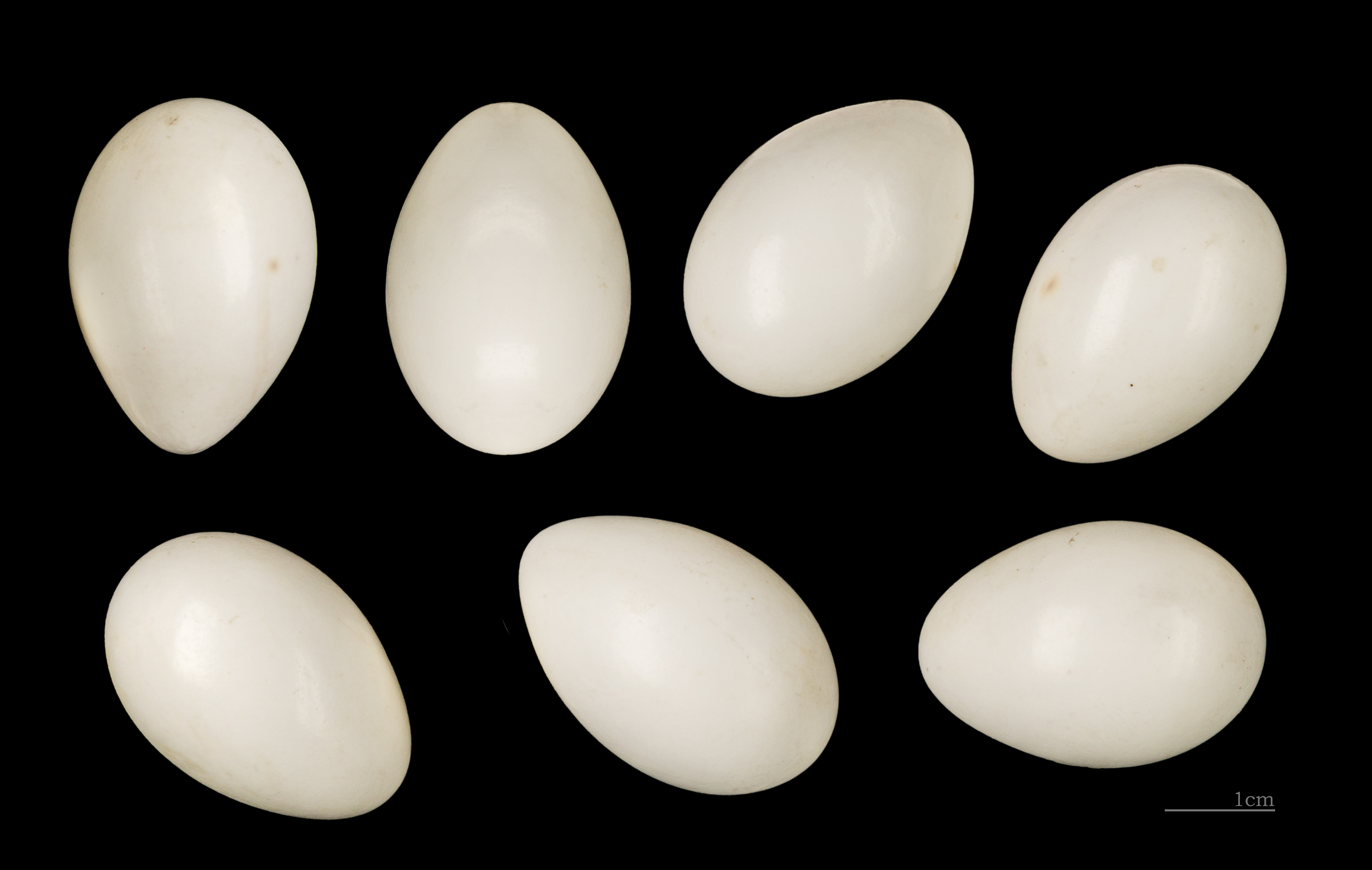
Picus viridis

O pica-pau-verde (Picus viridis), ou peto-verde, é uma ave da família Picidae. É o maior dos três pica-paus que ocorrem em Portugal.  Caracteriza-se pela plumagem verde e amarelada, com o barrete vermelho.
Distribui-se por quase toda a Europa e pela Ásia Menor. Constrói o seu ninho em cavidades de árvores.
Em Portugal é uma espécie residente, que está presente durante todo o ano. Frequenta zonas florestais, nomeadamente pinhais, de preferência com algumas clareiras.